# Dave Brubeck: In His Own Sweet Way
Dave Brubeck: In His Own Sweet Way é um documentário de 2010 dirigido por Bruce Ricker e produzido por Clint Eastwood.